# La Mancellière-sur-Vire
La Mancellière-sur-Vire foi uma comuna francesa na região administrativa da Normandia, no departamento da Mancha. Estendia-se por uma área de 6,8 km². Em 2010 a comuna tinha 487 habitantes (densidade: 71,6 hab./km²).
Em 1 de janeiro de 2016, passou a formar parte da nova comuna de Bourgvallées.